# Svante Samuel Murbeck
Svante Samuel Murbeck, né en 1859 et mort en 1946, est un botaniste suédois.

## Biographie
Durant ses années ses études à l'université de Lund, Svante Murbeck effectue un voyage d'étude fructueux en Bosnie-Herzégovine avant de recevoir son doctorat en botanique en 1891. La même année, il devient maître de conférences à l'université. Il s'installe brièvement à Stockholm où il occupe le poste de conservateur du Riksmuseum (1982-1983) et travaille de 1897 à 1902 pour l'école d'agriculture d'Alnarp. Murbeck retourne ensuite à Lund pour devenir professeur de botanique et il y reste 22 ans. Il travaille sur plusieurs genres de plantes scandinaves, notamment Cerastium, Rubus et Agrostis, bien que la majorité de ses travaux aient porté sur la flore d'Afrique du Nord. Au cours de quatre voyages dans la région, il visite l'Algérie, la Tunisie et le Maroc et amasse une vaste collection de spécimens végétaux.
Couvrant à la fois la taxonomie et la physiologie, il publie de nombreux ouvrages sur des plantes du désert, et produit deux monographies importantes, sur les genres Celsia et Verbascum. Il s'intéresse aussi à la morphologie des fleurs dans les familles des Papaveraceae et des Rosaceae. En étudiant en particulier l'espèce Alchemilla vulgaris et le développement de ses graines, il découvre la parthénogenèse dans ce genre.
Svante Samuel Murbeck a décrit autour de 300 taxons de plantes différents.

## Ouvrages
- Svante Samuel Murbeck, Contributions à la connaissance de la flore du nord-ouest de l'Afrique et plus spécialement de la Tunisie, vol. 3, Lund, Impr. E. Mulström, 1899 (lire en ligne)
- Svante Samuel Murbeck, Contributions à la connaissance de la flore du nord-ouest de l'Afrique et plus spécialement de la Tunisie : Deuxième série, Lund, 1905, 83 p. (lire en ligne)
- Svante Murbeck, Contributions à la connaissance de la flore du Maroc. I-II., C.W.K. Gleerup, 1922 (lire en ligne)
- (de) Svante Samuel Murbeck, Untersuchungen über das Androceum der Rosaceen, Berlingska Boktryckeriet, 1941 (lire en ligne)
- (de) Svante Samuel Murbeck, Beiträge zur Biologie der Wüstenpflanzen, C.W.K. Gleerup, 1919 (lire en ligne)
- (de) Svante Samuel Murbeck, Monographie der Gattung Verbascum, Harrassowitz, 1933 (lire en ligne)
- (de) Svante Samuel Murbeck, Monograohie der gattung Celsia, C. W. K. Gleerup, 1925 (lire en ligne)
- (de) Svante Samuel Murbeck, Beiträge zur Biologie der Wüstenpflanzen: Die Synaptospermie. 52, [2] p, C. W. K. Gleerup, 1920 (lire en ligne)
- (de) Svante Samuel Murbeck, Die Vesicarius-Gruppe der Gattung Rumex, H. Ohlssons Buchdruckerei, 1907 (lire en ligne)